# Dill
Dill (Anethum graveolens L.) är en ettårig ört som vilt växer i Medelhavsländerna och västra Asien, och som antas härstamma från Iran där den är en inhemsk växt. Som kulturväxt är den känd sedan 1500-talet f.Kr och är vida spridd. Den har använts som medicinalväxt, och är idag en populär krydda.

## Beskrivning
Dill blir upp till en meter hög. Den är spröd i växtsättet och blommar med gula kronor i juli-augusti.
Blommorna ger många frön med god grobarhet, varför dill sprider sig lätt.
Fröet är 3-5 mm långt, 1,8-2,5 mm brett och 0,6-0,8 mm tjockt. 1 000 frön väger mellan 1 g och 2 g.
Kromosom-talet är normalt 2n = 22; sällsynt 2n = 44.

## Underarter
Arten har historiskt delats in i några underarter och varieteter, men numera erkänns inga underarter:
- Trädgårdsdill, (Anethum graveolens var. hortorum Alef.) vars eteriska olja innehåller huvudsakligen karvon.
- Åkerdill, (Anethum graveolens var. graveolens)
- Indisk dill, (Anethum graveolens ssp. sowa (Roxb. ex Flem.) Koren' är mycket lik trädgårdsdill, men doftar mindre. Doften beror huvudsakligen av dillapiol (4,5-dimethoxy-6-prop-2-enyl-1,3-benzodioxole, C12H14O4) och karvon.

## Näringsvärde[5]
100 g färsk dill ger
energi = 180 kJ (43 kcal) med sammansättning enligt nedanstående tabell.
| Ämne | Mängd    | RDI a) (%)                  |
| --- | -------- | --------------------------- |
| |          |                             |
| Vatten | 85,95 g  |                             |
| Kolhydrater | 7,02 g   | 2,5 b) d)                   |
| Protein | 3,46 g   | 6 … 7 b)                    |
| Kostfiber | 2,1 g    | 6 … 8 b)                    |
| Fett (sammanlagt) | 1,12 g   | 1,6 (kvinnor), 1,2 (män) b) |
| Därav: |          |                             |
| Enkelomättat | 802 mg   |                             |
| Fleromättat | 95 mg    |                             |
| Mättat | 60 mg    |                             |
| Kalium | 738 mg   | 18                          |
| Kalcium | 208 mg   | 21                          |
| Folsyra (B9-vitamin) | 150 mg   | 38                          |
| Askorbinsyra (C-vitamin) | 85,0 mg  | 142                         |
| Fosfor | 66 mg    | 9                           |
| Natrium | 61 mg    | 4                           |
| Magnesium | 55 mg    | 15                          |
| Retinol (A-vitamin) | 7,717 mg | 857                         |
| Niacin (B3-vitamin) | 1,570 mg | 11                          |
| Mangan | 1,3 mg   | 65                          |
| Zink | 0,91 mg  | 9                           |
| Järn | 0,59 mg  | 53                          |
| Pantotensyra (B5-vitamin) | 0,4 mg   | 8                           |
| Riboflavin (B2-vitamin) | 0,296 mg | 20                          |
| B6-vitamin c) | 0,185 mg | 15                          |
| Koppar | 0,14 mg  | 7                           |
| Tiamin (B1-vitamin) | 58 μg    | 8                           |
| ––––––––––––––– a) Rekommenderat dagligt intag för vuxen person b) Svenska Livsmedelsverkets rekommendation c) B6-vitamin är ett samlingsnamn för pyridoxin, pyridoxamin och pyridoxal, (3-hydroxy-5-(hydroxymethyl)-2-methylpyridine-4-carbaldehyde, C8H9NO3), varav finns ett flertal isotoper. d) För person som lever på 8 400 kJ/dag (2 000 kcal/dag) |          |                             |

100 g torkad dill har följande halter av ett urval av totalt 90 funna ämnen:
| Ämne           | Mängd        |
| -------------- | ------------ |
|                |              |
| Kolhydrater    | 57,0 g       |
| Protein        | 20 g         |
| Kostfiber      | 12,0 g       |
| Vatten         | 5,5 g        |
| Fett           | 4,0 g        |
| Kalium         | 3,3 g        |
| Kalcium        | 1,7 g        |
| Natrium        | 0,2 g        |
| Eteriska oljor | 0,1 … 0,35 g |

Bland övriga ämnen, som finns bara i små mängder, kan nämnas:
- Apiol
- Limonen
- α-phelliandren (2-methyl-5-propan-2-ylcyclohexa-1,3-diene, C10H16)
- β-phelliandren (3-methylidene-6-propan-2-ylcyclohexene, C10H16)
- α-pinen (2,6,6-trimethylbicyclo[3.1.1]hept-2-ene, C10H16)
- p-cymol (1-methyl-4-propan-2-ylbenzene, C10H14)
- Terpinen

## Utbredning
Dill förekommer vild i Medelhavsländerna och västra Asien. Numera odlas den i många länder, och kan då sprida sig och fortsätta växa som förvildad. 

## Dillen och människan

### Historik
Människans användning av dill har en lång historia, och örten omnämns redan i de egyptiska Ebers-papyrusrullarna, från cirka 1 500  f.Kr.. Dill odlades också inom romarriket, och omnämns där cirka år 400  e.Kr. i en receptsamling tillskriven Apicius. Romarna tog med sig växten norrut, och senare spreds den också med hjälp av munkar vidare till Skandinavien.
Det svenska namnet dill är känt redan under 1500-talet.
Dill används i Irans nationalrätt (Sabzi-polo bā māhi) där den är en viktig ingrediens.

### Användning inom matlagning
Man använder blommorna (dillkronor), blad och frön som krydda. Kronor och blad används bland annat till färskpotatis och till kräftor. I Indien ingår ofta dillfrön i olika curryblandningar.
Smaken beror på en flyktig olja med starkt aromatisk smak och stickande doft. Den flyktiga oljan innehåller, förutom ett kolväte, även ämnet karvol, som också förekommer i krusmyntans blad och i kumminolja. Genom destillation av dillfrö erhålls dillolja, Oleum anethi.
Dill kan också användas som smaksättare i alkoholhaltiga drycker.

### Medicinsk användning
Inom folkmedicinen används klyvfrukterna av dill vid väderspänning eller matsmältningsrubbningar. Verkande ämnen är eterolja med limonen och karvon. Medicinsk verkan är kramplösande, väderdelande, inflammationshämmande och urindrivande.
Dillfrön har använts mot kolik och till ammande mödrar som rogivande medel.

## Etymologi
- Släktnamnet Anethum är latin, och var romarnas benämning på dill.
- Artepitetet graveolens betyder "starkt luktande", och härleds från latin gravis, som betyder "tung" och olere, som betyder "lukta".
- Det svenska trivialnamnet dill tros komma från det fornnordiska eller anglosaxiska ordet dylle, som betyder vagga till sömns.[6]

## Bilder

Bildgalleri
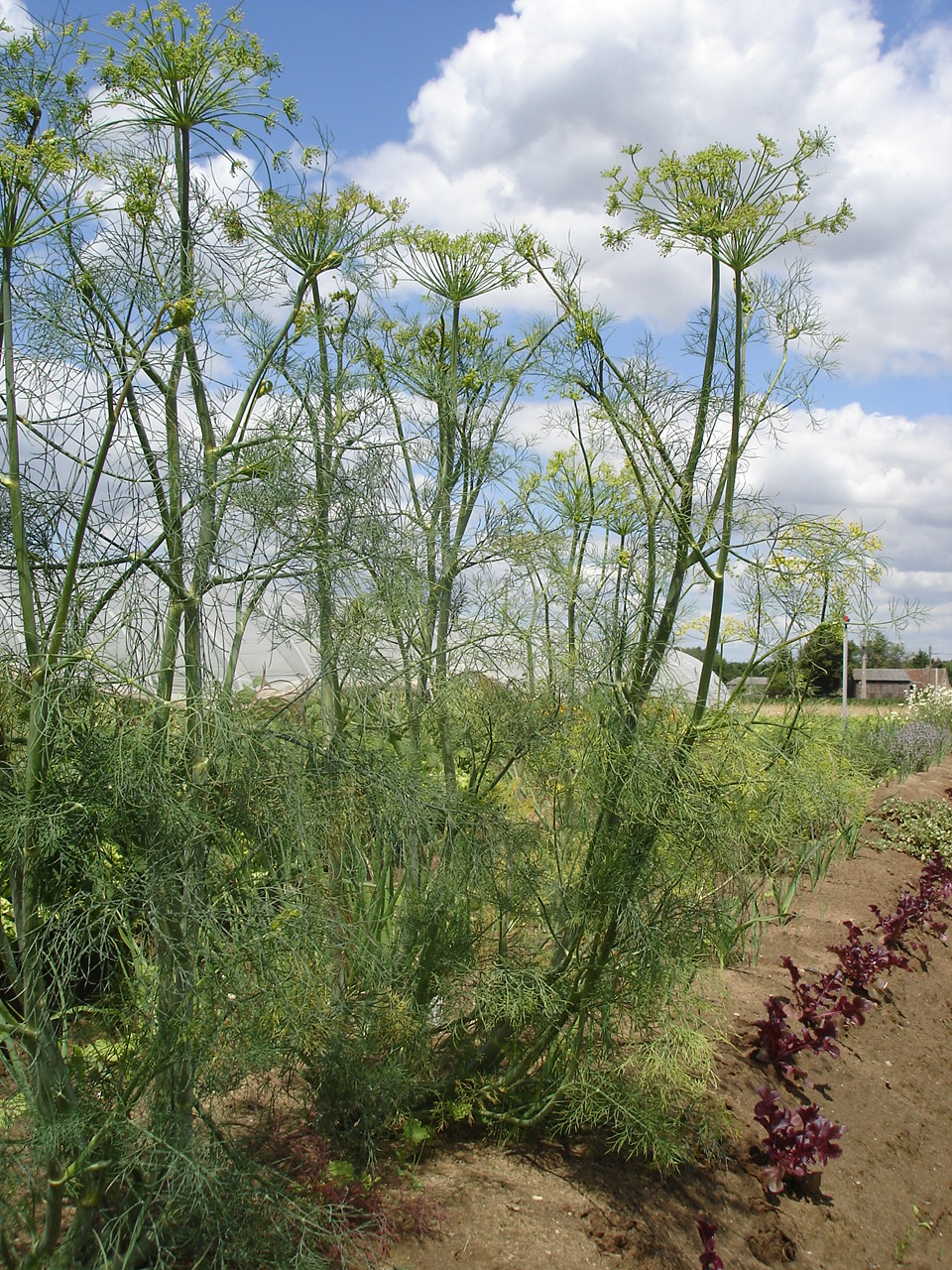
Vildväxande dill
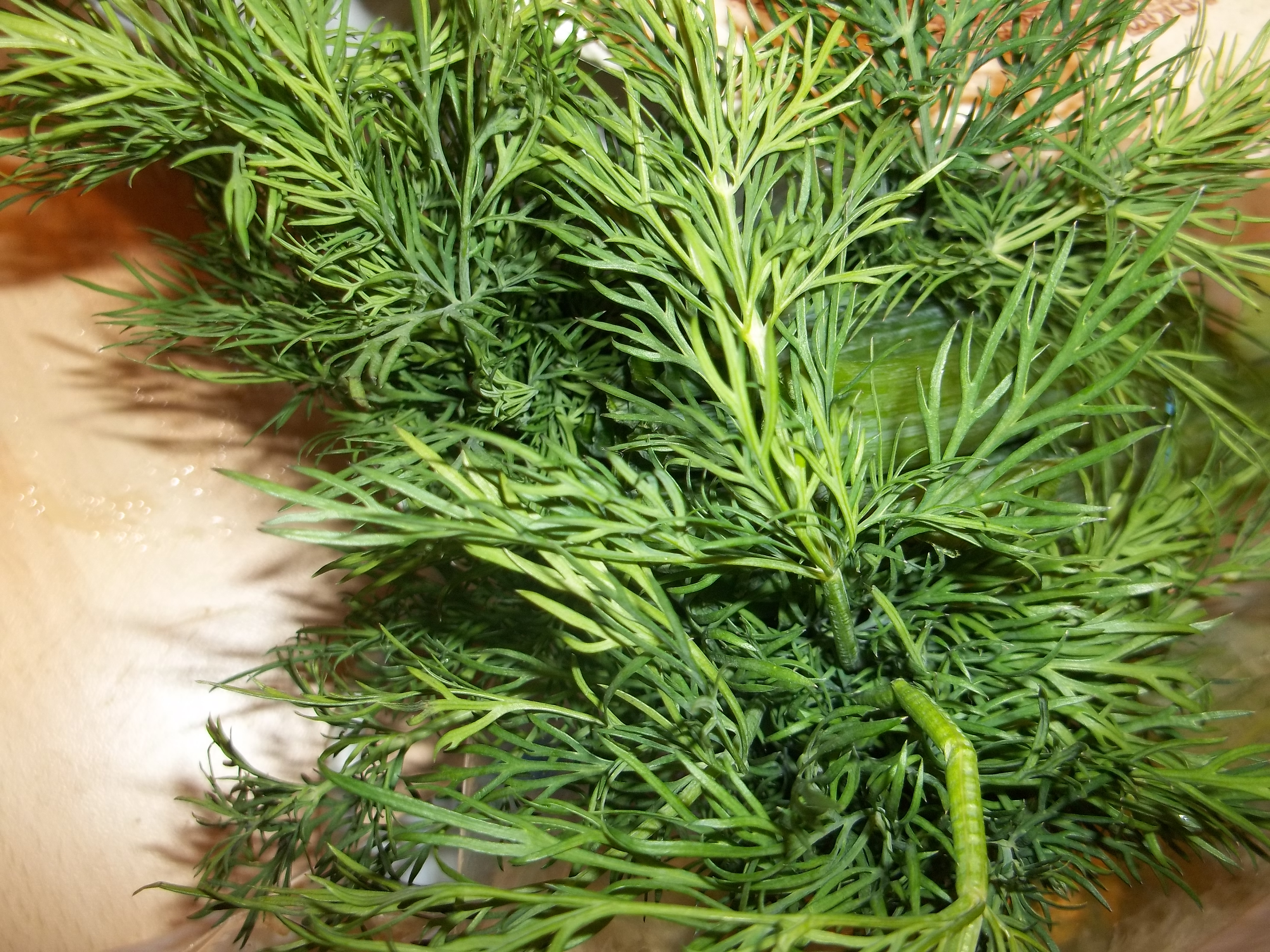
Dillblad
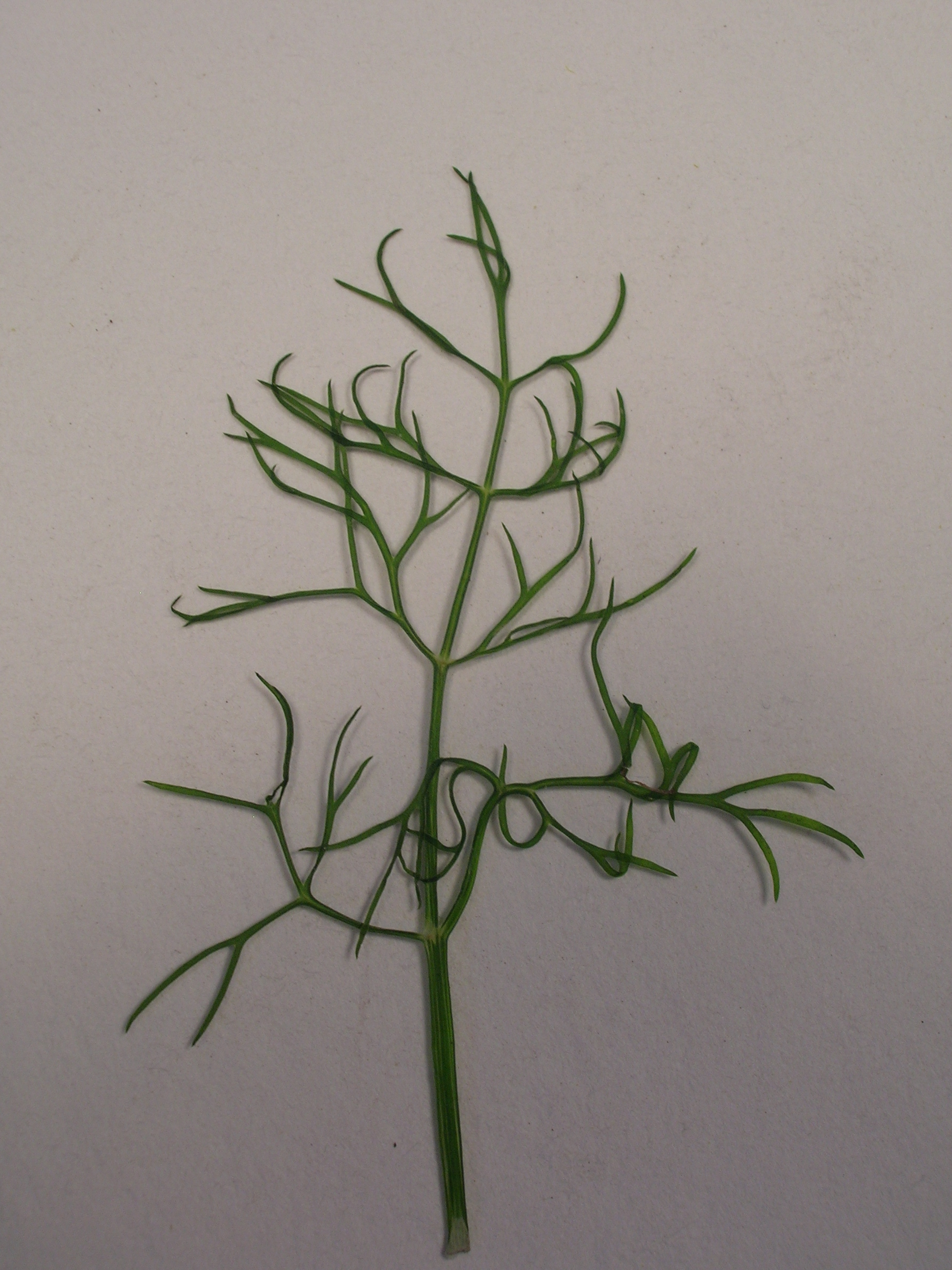
Närbild på blad
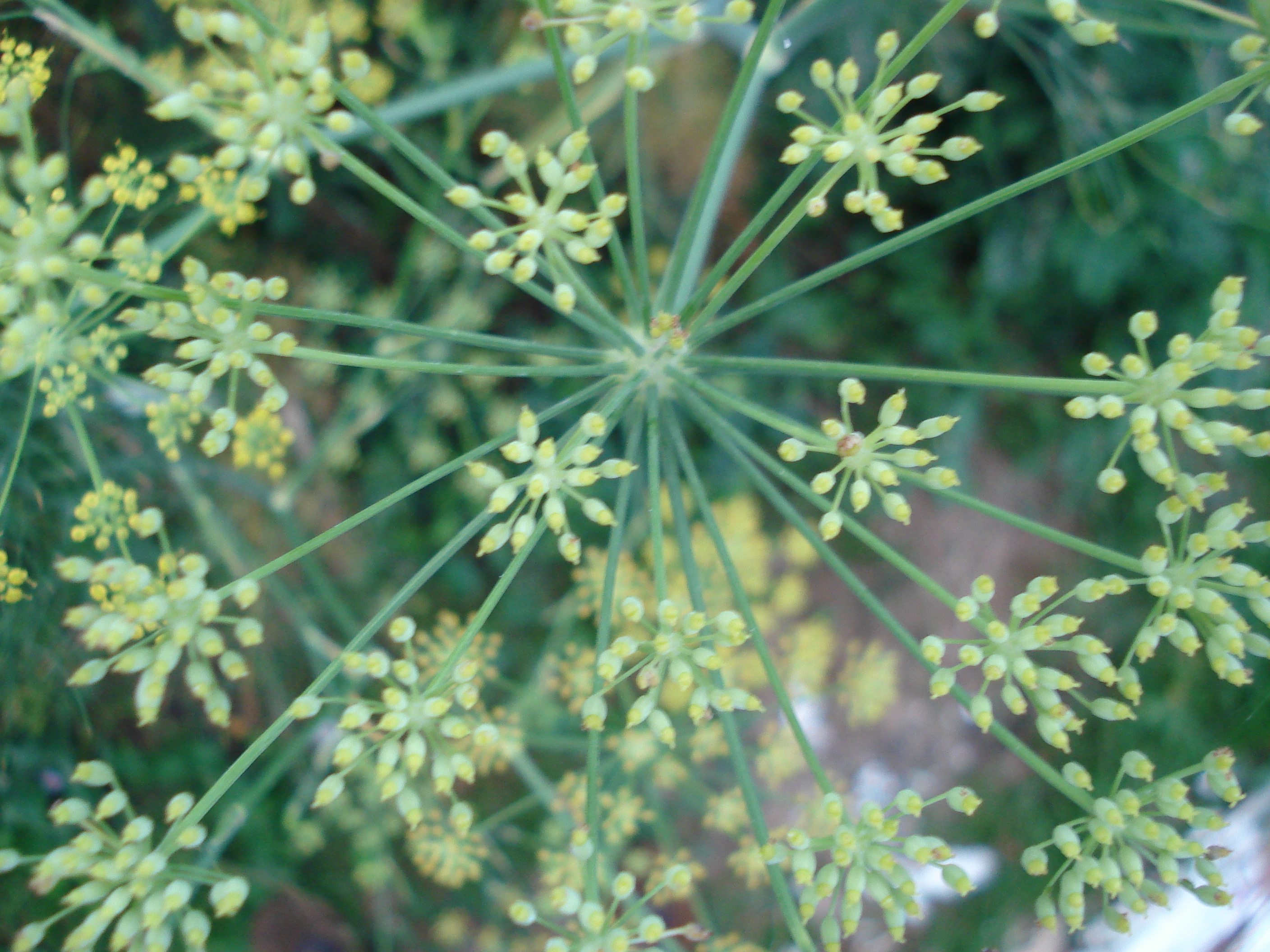
Mest knoppar
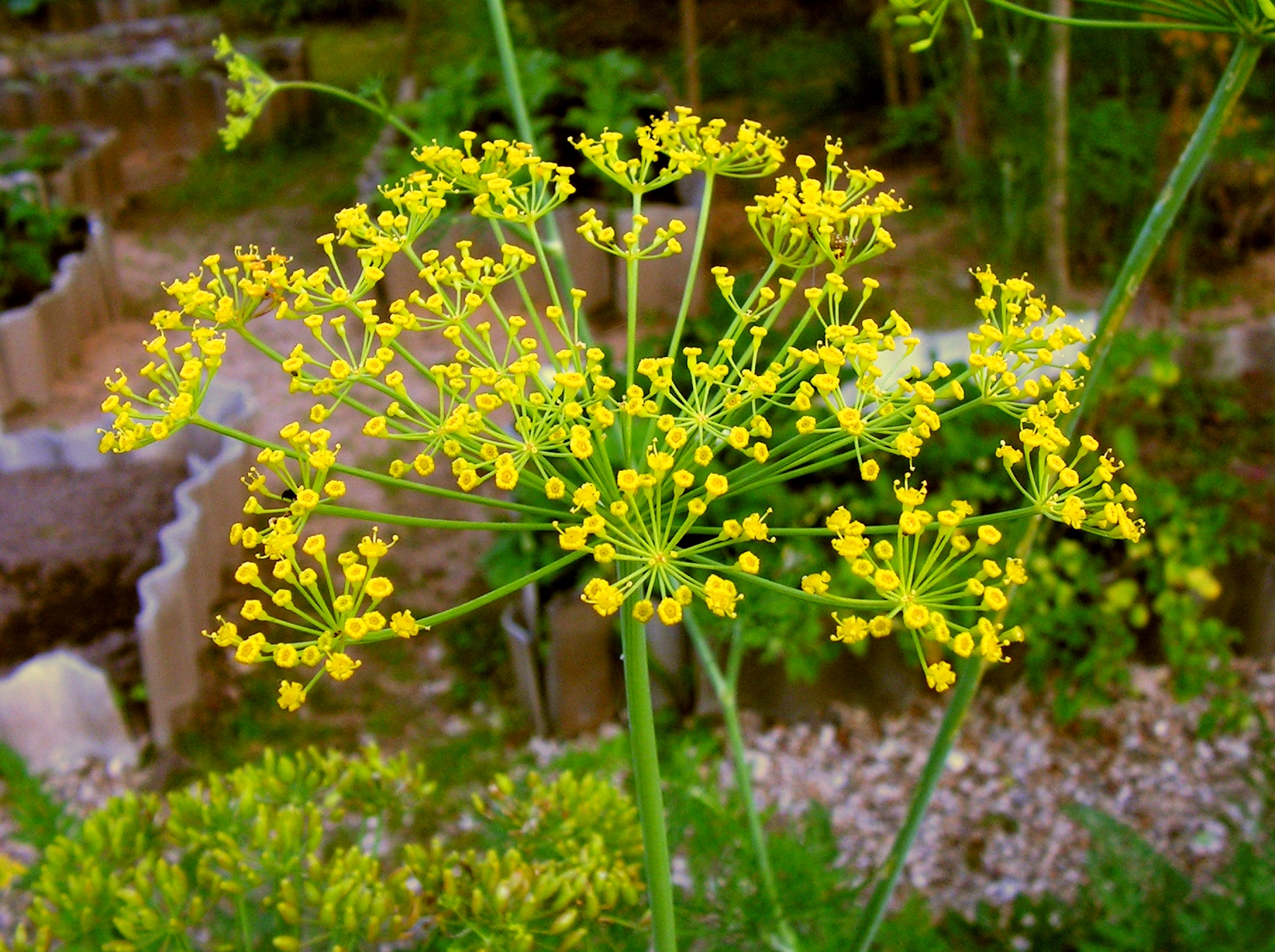
Krona
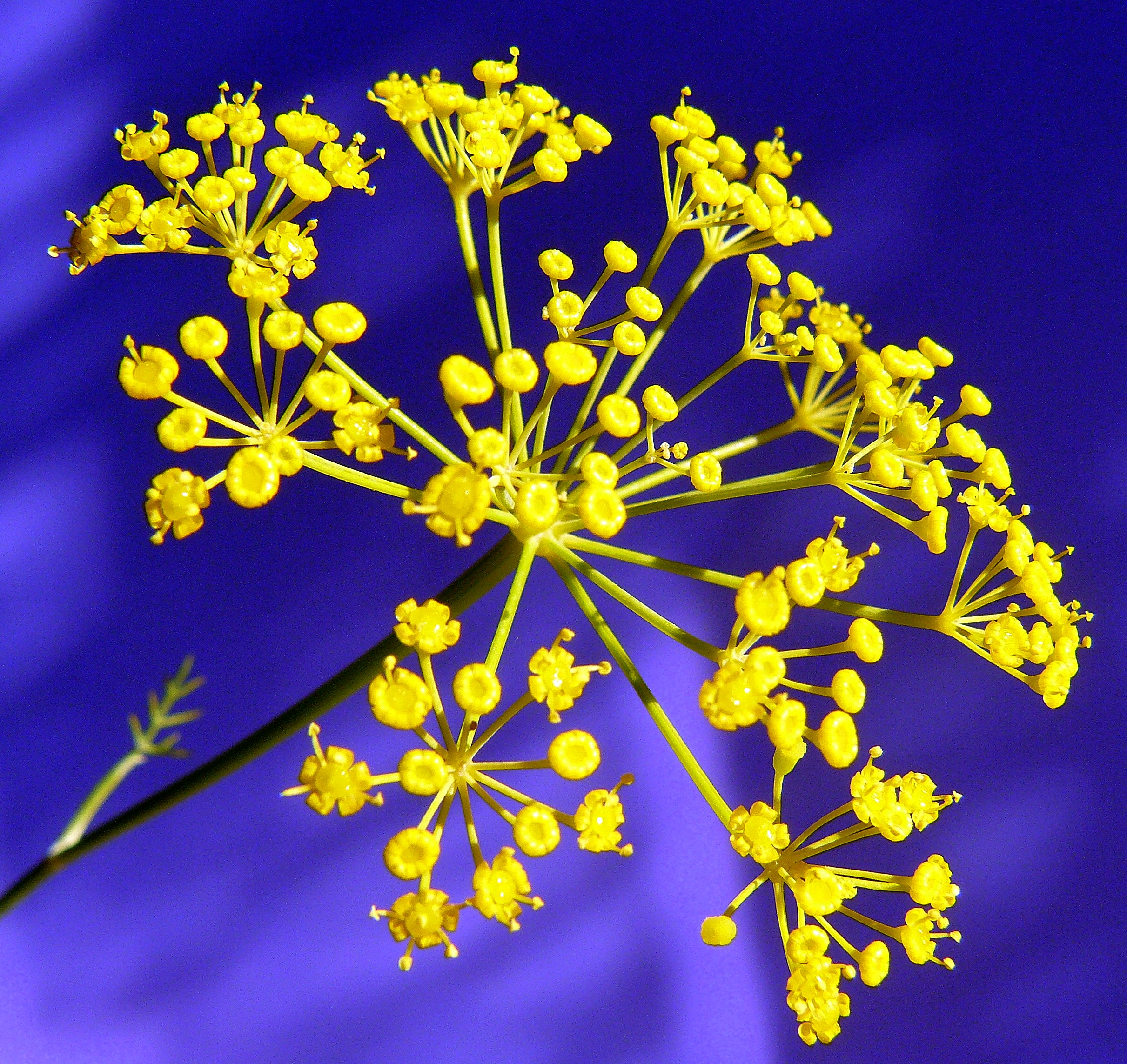
Somliga blommor är ännu inte utslagna
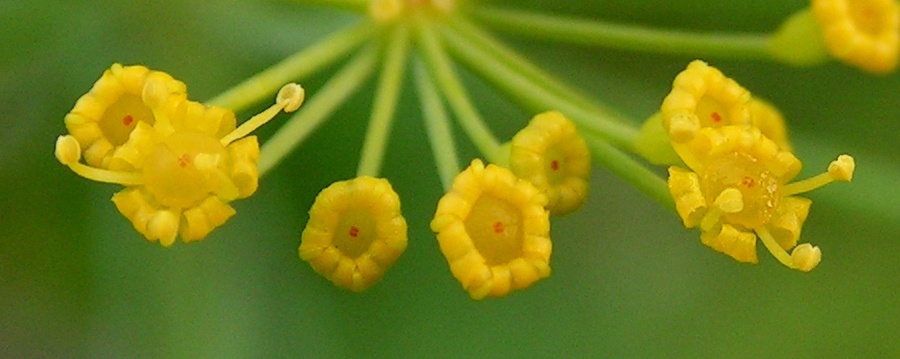
Blommor
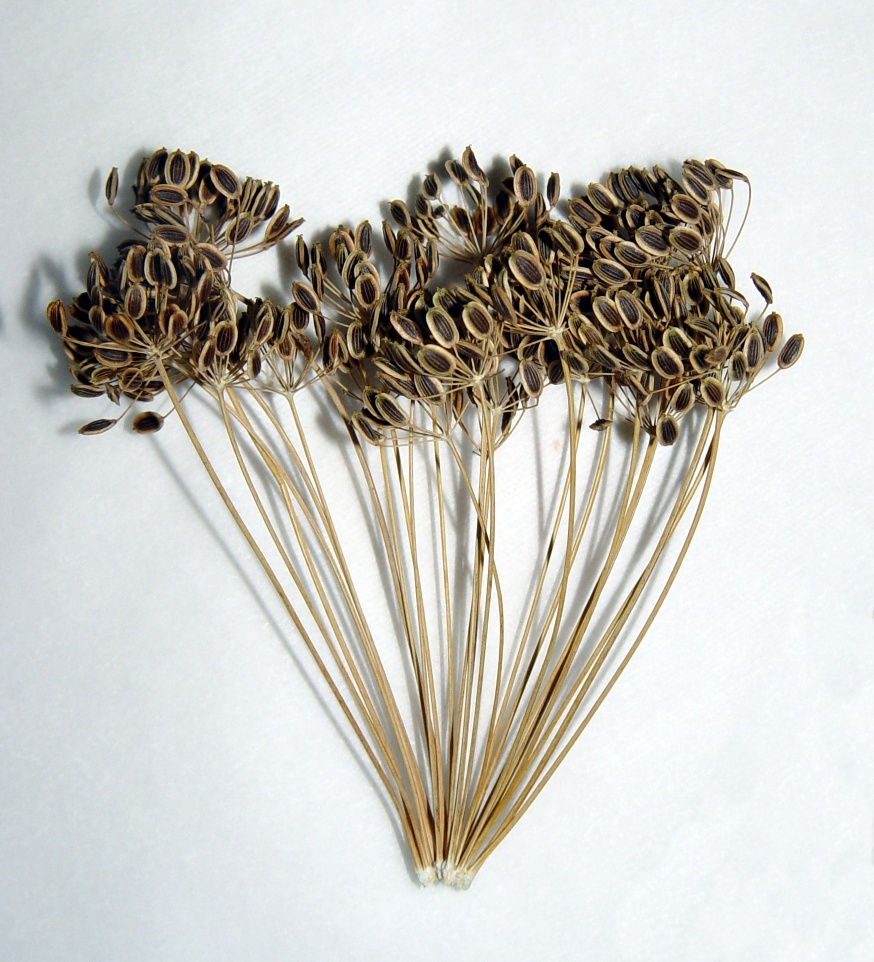
Mogna dillknippen
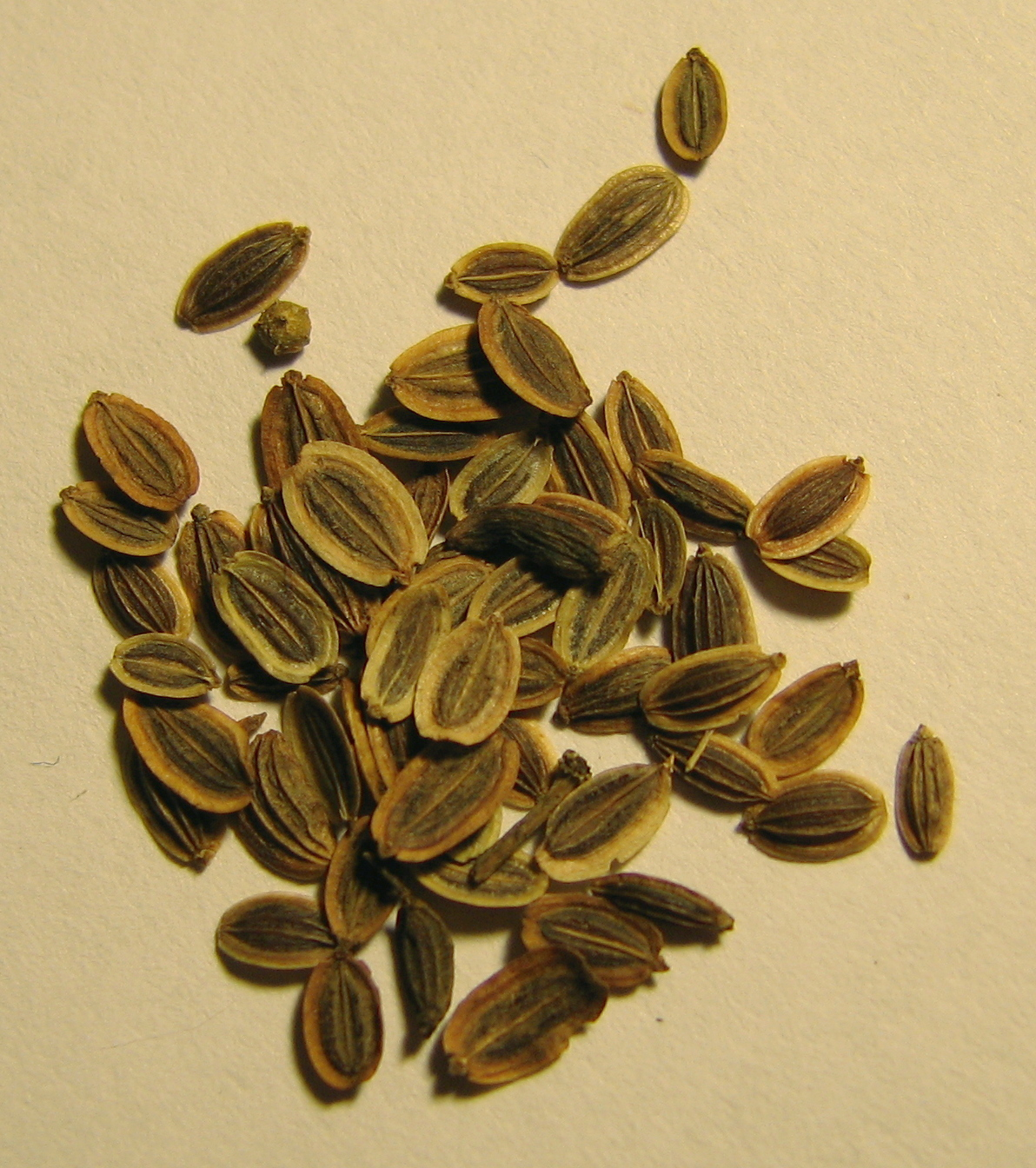
Frön
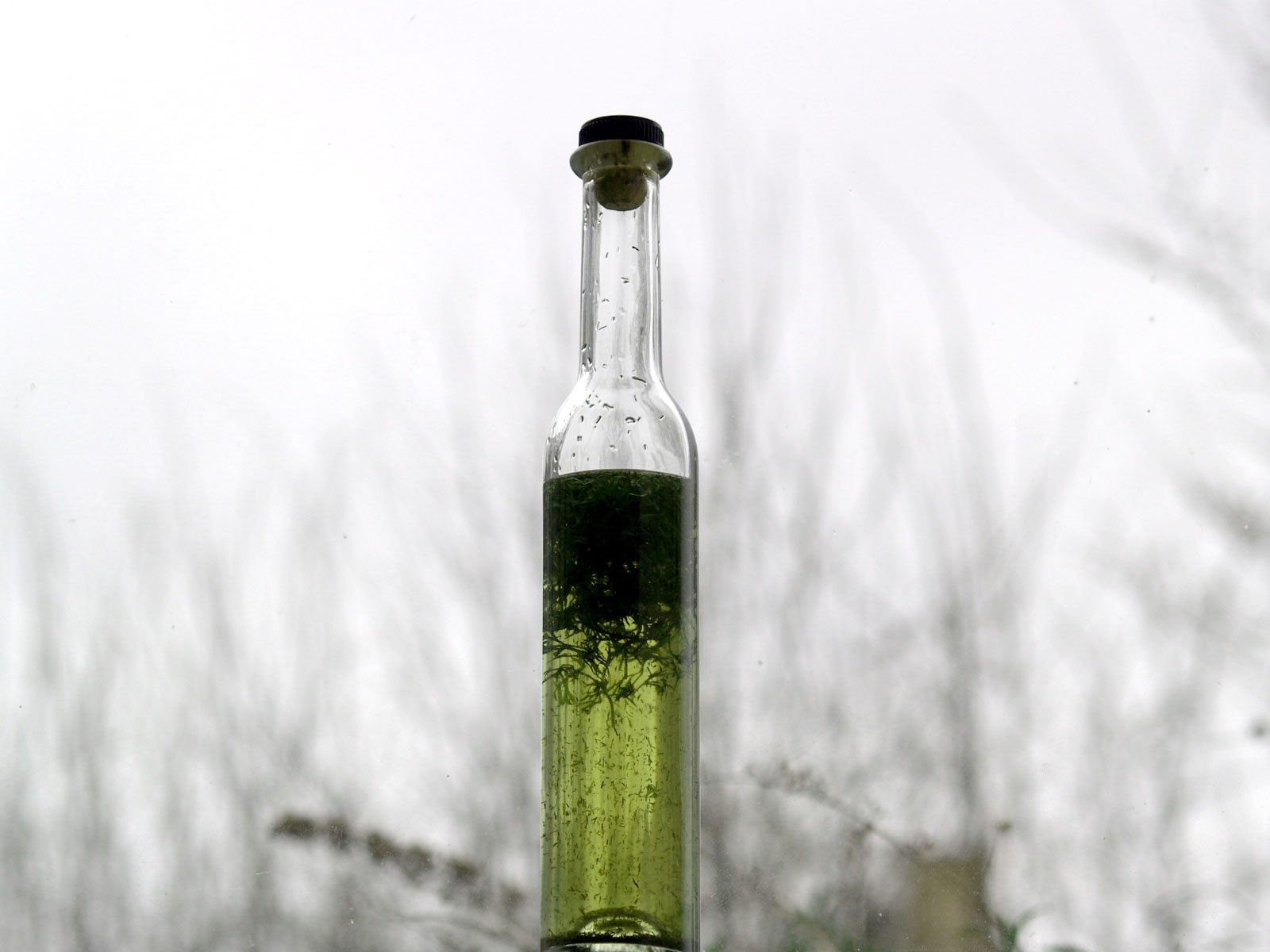
Dillakvavit